# ژرژ ژره
ژرژ ژره (فرانسوی: Georges Géret‎؛ ۱۸ اکتبر ۱۹۲۴ – ۷ آوریل ۱۹۹۶) هنرپیشه اهل کشور فرانسه بود. وی بین سال‌های ۱۹۵۴ تا سال ۱۹۹۲ در بیش از ۸۰ فیلم بازی کرد.

## قسمتی از فیلمشناسی
- زد
- حادثه‌ای در ترن
- خشخاش هم گلی است
- خاطرات یک کلفت
- تهران ۴۳
- قارچ